# LUWTEN
LUWTEN, artiestennaam van Tessa Douwstra, (Rotterdam, 26 juli 1989), is een Nederlands singer-songwriter.
In 2021 won LUWTEN de 3voor12 Award voor het beste Nederlandse album van het jaar met haar album Draft.

## Biografie
Tessa studeerde zang aan de afdeling muziek van Codarts in Rotterdam. Tijdens haar studie treedt Douwstra regelmatig op met de band Chef'Special, onder andere op de 2011 editie van cultureel festival Oerol. Ook maak zij deel uit van het collectief Wooden Saints. In 2015 debuteert Tessa, onder eigen naam, als zangeres op de plaat Hold Fast van San Holo. 

### Orlando
Tijdens haar studie verzamelt zij muzikanten om haar heen waarmee ze de band Orlando vormt. In 2012 studeert zij af aan het Codarts met haar eindexamenshow Het wilde blazersplan. 
In maart 2013 komt het debuutalbum The Early Warning Company uit. De band heeft dan al een groot aantal optredens op haar naam staan, o.a. eindexamenshows in 013, Het Paard en Rotown, Popronde-shows en een optreden bij 3 On Stage.

### LUWTEN
In 2016 verzorgt Tessa onder haar nieuwe artiestennaam LUWTEN het voorprogramma van de Benelux tournee van Eefje de Visser. In 2017 komt haar carrière in een stroomversnelling als haar debuutalbum Luwten, met de single Go Honey uitkomt. Zo staat zij dat jaar op Noorderslag en in 2018 op o.a. Eurosonic, Lowlands en Down the Rabbit Hole. Ook in dat jaar tekent zij een Amerikaanse platendeal bij Glassnote Records, het label van onder meer Mumford & Sons.
In 2019 brengt LUWTEN samen de De Staat de single Tie Me Down uit. In de herfst van 2020 volgt de EP Door.

### Draft
In april 2021 komt haar tweede album Draft uit, waarmee zij in december van dat jaar de 3voor12 Award 2021 op haar naam schrijft. Ook komt in oktober 2021 de EP Generations uit. De release van dit album wordt gevolgd door een tour in Nederland, Canada en de Verenigde Staten.

## Discografie

### Albums
| Album met eventuele hitnotering(en) in de Nederlandse Album Top 100 | Datum van verschijnen | Datum van binnenkomst | Hoogste positie | Aantal weken | Opmerkingen |
| ------------------------------------------------------------------- | --------------------- | --------------------- | --------------- | ------------ | ----------- |
| Luwten                                                              | 17-10-2017            | 21-10-2017            | 102             | 4            |             |
| Draft                                                               | 30-04-2021            | 08-05-2021            | 72              | 1            |             |

### Prijzen
- 24 september 2019: Winnaar Zilveren Notekraker 2019[6]
- 2 december 2021: 3voor12 award voor het beste Nederlandse album van het jaar